# Жукув (Замойський повіт)
Жукув (пол. Żuków) — село в Польщі, у гміні Мячин Замойського повіту Люблінського воєводства. Населення — 329 осіб (2011).

## Історія
За даними етнографічної експедиції 1869—1870 років під керівництвом Павла Чубинського, у селі проживали греко-католики, які розмовляли українською мовою.
16-28 червня 1947 року під час операції «Вісла» польська армія виселила зі села на приєднані до Польщі північно-західні терени 25 українців. У селі залишився 421 поляк. Ще 25 невиселених українців підлягали виселенню.
У 1975—1998 роках село належало до Замойського воєводства.

## Населення
Демографічна структура станом на 31 березня 2011 року:
|          | Загалом | Допрацездатний вік | Працездатний вік | Постпрацездатний вік |
| -------- | ------- | ------------------ | ---------------- | -------------------- |
| Чоловіки | 157     | 36                 | 102              | 19                   |
| Жінки    | 172     | 29                 | 89               | 54                   |
| Разом    | 329     | 65                 | 191              | 73                   |